# Saint-Cyr-en-Val
Saint-Cyr-en-Val és un municipi francès, situat al departament del Loiret i a la regió de Centre – Vall del Loira. L'any 2007 tenia 3.173 habitants.

## Demografia

### Població
El 2007 la població de fet de Saint-Cyr-en-Val era de 3.173 persones. Hi havia 1.228 famílies, de les quals 216 eren unipersonals (84 homes vivint sols i 132 dones vivint soles), 520 parelles sense fills, 440 parelles amb fills i 52 famílies monoparentals amb fills.
La població ha evolucionat segons el següent gràfic:
Habitants censats

### Habitatges
El 2007 hi havia 1.311 habitatges, 1.239 eren l'habitatge principal de la família, 11 eren segones residències i 61 estaven desocupats. 1.239 eren cases i 57 eren apartaments. Dels 1.239 habitatges principals, 996 estaven ocupats pels seus propietaris, 211 estaven llogats i ocupats pels llogaters i 32 estaven cedits a títol gratuït; 21 tenien una cambra, 44 en tenien dues, 83 en tenien tres, 228 en tenien quatre i 863 en tenien cinc o més. 1.087 habitatges disposaven pel capbaix d'una plaça de pàrquing. A 437 habitatges hi havia un automòbil i a 764 n'hi havia dos o més.

### Piràmide de població
La piràmide de població per edats i sexe el 2009 era:
| Homes | Edats   | Dones |
| ----- | ------- | ----- |
| 4     | 95 o +  | 8     |
| 8     | 90 a 94 | 0     |
| 8     | 85 a 89 | 16    |
| 16    | 80 a 84 | 20    |
| 20    | 75 a 79 | 36    |
| 28    | 70 a 74 | 28    |
| 80    | 65 a 69 | 60    |
| 88    | 60 a 64 | 88    |
| 100   | 55 a 59 | 128   |
| 148   | 50 a 54 | 176   |
| 160   | 45 a 49 | 132   |
| 128   | 40 a 44 | 140   |
| 136   | 35 a 39 | 124   |
| 88    | 30 a 34 | 92    |
| 56    | 25 a 29 | 96    |
| 100   | 20 a 24 | 88    |
| 156   | 15 a 19 | 120   |
| 152   | 10 a 14 | 116   |
| 72    | 5 a 9   | 116   |
| 64    | 0 a 4   | 64    |

## Economia
El 2007 la població en edat de treballar era de 2.215 persones, 1.546 eren actives i 669 eren inactives. De les 1.546 persones actives 1.472 estaven ocupades (755 homes i 717 dones) i 74 estaven aturades (37 homes i 37 dones). De les 669 persones inactives 295 estaven jubilades, 255 estaven estudiant i 119 estaven classificades com a «altres inactius».

### Ingressos
El 2009 a Saint-Cyr-en-Val hi havia 1.232 unitats fiscals que integraven 3.250 persones, la mediana anual d'ingressos fiscals per persona era de 25.377 €.

### Activitats econòmiques
Dels 201 establiments que hi havia el 2007, 1 era d'una empresa extractiva, 3 d'empreses alimentàries, 6 d'empreses de fabricació de material elèctric, 21 d'empreses de fabricació d'altres productes industrials, 22 d'empreses de construcció, 48 d'empreses de comerç i reparació d'automòbils, 11 d'empreses de transport, 6 d'empreses d'hostatgeria i restauració, 6 d'empreses d'informació i comunicació, 13 d'empreses financeres, 9 d'empreses immobiliàries, 38 d'empreses de serveis, 9 d'entitats de l'administració pública i 8 d'empreses classificades com a «altres activitats de serveis».
Dels 35 establiments de servei als particulars que hi havia el 2009, 1 era una gendarmeria, 1 una oficina bancària, 4 tallers de reparació d'automòbils i de material agrícola, 1 taller d'inspecció tècnica de vehicles, 1 autoescola, 3 paletes, 6 guixaires pintors, 5 fusteries, 4 lampisteries, 1 electricista, 1 empresa de construcció, 1 perruqueria, 4 restaurants, 1 agència immobiliària i 1 saló de bellesa.
Dels 6 establiments comercials que hi havia el 2009, 1 era una botiga de més de 120 m², 2 fleques, 1 una fleca, 1 una carnisseria i 1 una joieria.
L'any 2000 a Saint-Cyr-en-Val hi havia 42 explotacions agrícoles que ocupaven un total de 1.520 hectàrees.

## Equipaments sanitaris i escolars
L'únic equipament sanitari que hi havia el 2009 era una farmàcia.
El 2009 hi havia 1 escola maternal i 1 escola elemental.

## Poblacions més properes
El següent diagrama mostra les poblacions més properes.